# ماريوس مولر (ممثل)
ماريوس مولر (بالألمانية: Marius Müller-Westernhagen)‏ هو مغني وملحن وممثل ألماني، ولد في 6 ديسمبر 1948 في ألمانيا. من الجوائز التي نالها جائزة شتايغر ‏.

## جوائز
- جائزة شتايغر [الإنجليزية]‏

## وصلات خارجية
- ماريوس مولر على موقع IMDb (الإنجليزية)
- ماريوس مولر على موقع روتن توميتوز (الإنجليزية)
- ماريوس مولر على موقع مونزينجر (الألمانية)
- ماريوس مولر على موقع ألو سيني (الفرنسية)
- ماريوس مولر على موقع ميوزك برينز (الإنجليزية)
- ماريوس مولر على موقع أول موفي (الإنجليزية)
- ماريوس مولر على موقع قاعدة بيانات الأفلام السويدية (السويدية)
- ماريوس مولر على موقع أول ميوزيك (الإنجليزية)
- ماريوس مولر على موقع ديسكوغز (الإنجليزية)
- ماريوس مولر على موقع قاعدة بيانات الفيلم (الإنجليزية)